# Pinotage

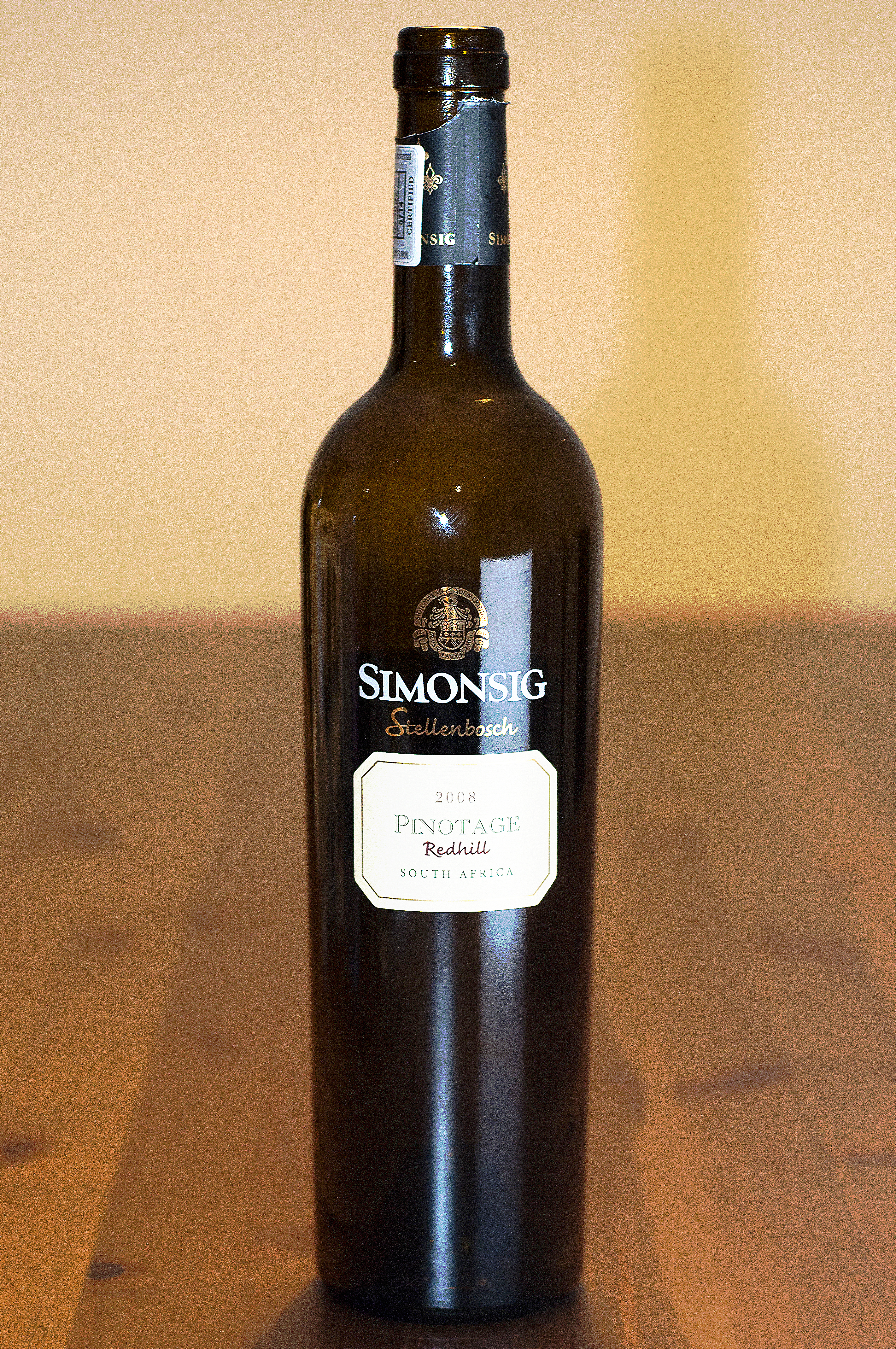
Fles pinotagewijn

De pinotage is een blauw druivenras, vooral bekend uit Zuid-Afrika, dat in 1925 ontstaan is door de pinot noir en cinsault te kruisen.

## Kenmerken
De druif is vroegrijp, heeft een hoog rendement en is vrijwel immuun voor allerlei plantenziekten. Belangrijk is dat de blauwzwarte druiven op het juiste moment geoogst worden. Wanneer op het juiste moment van rijpheid geoogst, geeft de druif een wijn met een geur van banaan, kers en aardbei.

## Gebruik
De druif wordt voor verschillende doeleinden gebruikt. Het meest bekend is de cépage waarbij druif en wijn onder de naam pinotage verkocht worden. De druif leent zich echter ook uitstekend om een variant af te leveren van port en champagne.

## Gebieden
Het gebied waar de druif de meeste bekendheid geniet is Zuid-Afrika. Aanplant in andere landen vindt echter steeds vaker plaats. Zo vindt men de pinotage in onder andere Brazilië, Nieuw-Zeeland en Verenigde Staten.

## Trivia
- Het was pas in 1961 dat de naam pinotage op een etiket verscheen. Dit betrof een wijn van de pinotage uit 1959